# Momas
Momas – miejscowość i gmina we Francji, w regionie Nowa Akwitania, w departamencie Pireneje Atlantyckie.
Według danych na rok 1990 gminę zamieszkiwały 374 osoby, a gęstość zaludnienia wynosiła 26 osób/km² (wśród 2290 gmin Akwitanii Momas plasuje się na 815. miejscu pod względem liczby ludności, natomiast pod względem powierzchni na miejscu 794.).